# Mosquée Shah-Do Shamshira

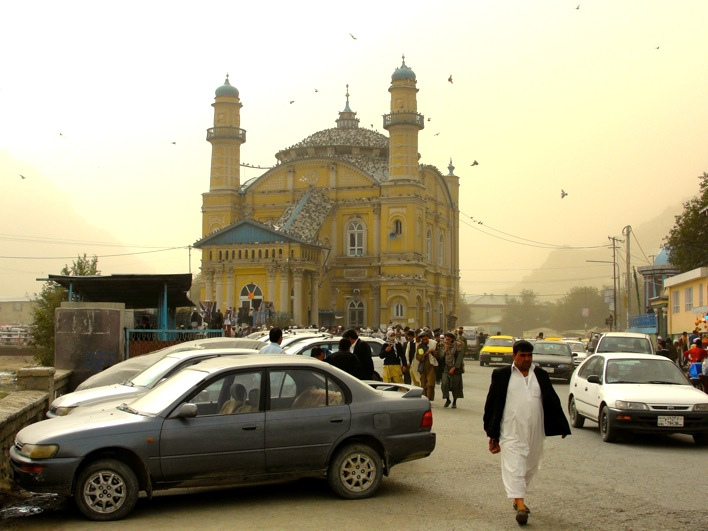
Mosquée Shah-Do Shamshira

La mosquée Shah-Do Shamshira (traduction littérale « mosquée du roi aux deux épées ») est une mosquée jaune à deux étages située à Kaboul, bordant la rivière Kaboul au centre de la ville. Elle fut construite durant le règne d'Amanullah Khan.
La mosquée est située près de la tombe d'un général Mughal, Chin Timur Khan (en), qui était également le cousin de Babur, conquérant de l'Inde et fondateur de l'Empire moghol. Chin Timur a contribué à la conquête d'une grande partie de l'Inde et est célèbre pour la bataille de Khanwa, au cours de laquelle il a joué un rôle prédominant. Non loin sont situées les tombes de Babur et de plusieurs autres commandants musulmans qui ont envahi l'Inde depuis l'Afghanistan et établi la domination musulmane dans le nord de l'Inde (y compris le Pakistan actuel et le Bangladesh).
Cette mosquée est le site sur lequel eut lieu le meurtre de Farkhunda, le 19 mars 2015.